# Ян Венлу
Ян Венлу (кит.: 杨文璐; 13 січня 1991) — китайська боксерка, призерка Олімпійських ігор 2024 року, чемпіонка Азійських ігор.

## Аматорська кар'єра
На Азійських іграх 2018 програла в другому бою майбутній чемпіонці О Йон Джі (Південна Корея).
На чемпіонаті світу 2023 перемогла трьох суперниць, а у півфіналі програла Енжі Вальдес (Колумбія).
На Азійських іграх 2022, що через пандемію коронавірусної хвороби пройшли 2023 року, здобула чотири перемоги і стала чемпіонкою.
На Олімпійських іграх 2024 завоювала срібну медаль.
- В 1/8 фіналу перемогла Ха Тхі Лінг (В'єтнам) — 5-0
- У чвертьфіналі перемогла Наталію Шадріну (Сербія) — 3-2
- У півфіналі перемогла У Шиї (Китайський Тайбей) — 5-0
- У фіналі програла Келлі Гаррінгтон (Ірландія) — 1-4